# Stare Góry
Stare Góry (niem. Alt Gurren) – część wsi Góry w Polsce, w województwie warmińsko-mazurskim, w powiecie węgorzewskim, w gminie Budry.
W latach 1975–1998 miejscowość administracyjnie należała do województwa suwalskiego.

## Nazwa
28 marca 1949 r. ustalono urzędową polską nazwę miejscowości – Stare Góry, określając drugi przypadek jako Starych Gór, a przymiotnik – starogórski.